# Géographie militaire
La géographie militaire est un courant de pensée qui cherche à mettre en pratique les outils et les concepts géographiques pour un usage militaire. Toutes les composantes de la géographie universitaire sont ainsi étudiées : géographie physique (biogéographie, climatologie, hydrologie...), géographie urbaine (urbanisme, urbanisation, urbanité) et géographie humaine (géographie sociale, géographie culturelle, géographie des représentations...).

## Histoire
La discipline a connu un essor à la fin du XIXe siècle. À la suite de la défaite française de 1870-1871, les militaires ont constaté leur manque de culture géographique : Philippe Boulanger, auteur de La géographie militaire française (1871-1939) a ainsi démontré combien l'absence de cartes à disposition des militaires français avait été une des causes de la défaite. Une école de géographie française a ainsi été créée, profitant du renouveau de la pensée géographique universitaire, sous l'impulsion de Paul Vidal de la Blache. Il s'agit donc d'une géographie militaire résolument moderne, qui connaît une renommée internationale et devient un modèle pour de nombreux pays.
À la suite de la Seconde Guerre mondiale, la géographie militaire entre dans une période de déclin durable, les universitaires comme les militaires lui préférant des disciplines analysant la planète dans son ensemble telles que la géostratégie, la géopolitique ou la géographie politique.
Aujourd'hui, cette discipline connaît un véritable renouveau. Les pays anglo-saxons sont très en avance sur ce point, comme le soulignent Philippe Boulanger et Paul-David Régnier lors du Festival de géographie 2008. En France, le renouveau est récent, encore timide, mais intéresse de près les militaires et quelques universitaires. Le contexte géostratégique mondial a, en effet, été profondément modifié par la fin de la Guerre froide et la disparition du monde bipolaire. La tactique prend un tournant fondamental dans la réussite des opérations militaires, et la compréhension des enjeux réels d'un pays est une nécessité pour toute opération de maintien de la paix. Ainsi, les travaux de Philippe Boulanger (Philippe Boulanger, 2006, Géographie militaire, Ellipses, collection Carrefours Les Dossiers, 384 pages) et de Paul-David Régnier (Paul-David Régnier, 2008, Dictionnaire de géographie militaire, CNRS Éditions, 261 pages) montrent l'intérêt de ce lien entre une géographie universitaire et une géographie appliquée dans le fait militaire.

## Les principaux travaux en géographie militaire
- Philippe Boulanger, 2006, Géographie militaire, Ellipses, collection Carrefours Les Dossiers, 384 pages.
- Paul-David Régnier, 2008, Dictionnaire de géographie militaire, CNRS Éditions, 261 pages